# Sokolowe (Tschuhujiw)
Sokolowe (ukrainisch Соколове, bis 23. August 1971 Sokolow, russisch Соколово Sokolowo) ist ein Dorf in der Oblast Charkiw in der Ukraine mit etwa 1400 Einwohnern (2001).
Die Ortschaft liegt auf einer Höhe von 93 m am rechten Ufer der Mscha (Мжа), eines 77 km langen Nebenflusses des Siwerskyj Donez, rund 30 km südlich von Charkiw an der Territorialstraße T-21-12. Das ehemalige Rajonzentrum Smijiw befindet sich etwa 15 km östlich vom Dorf.

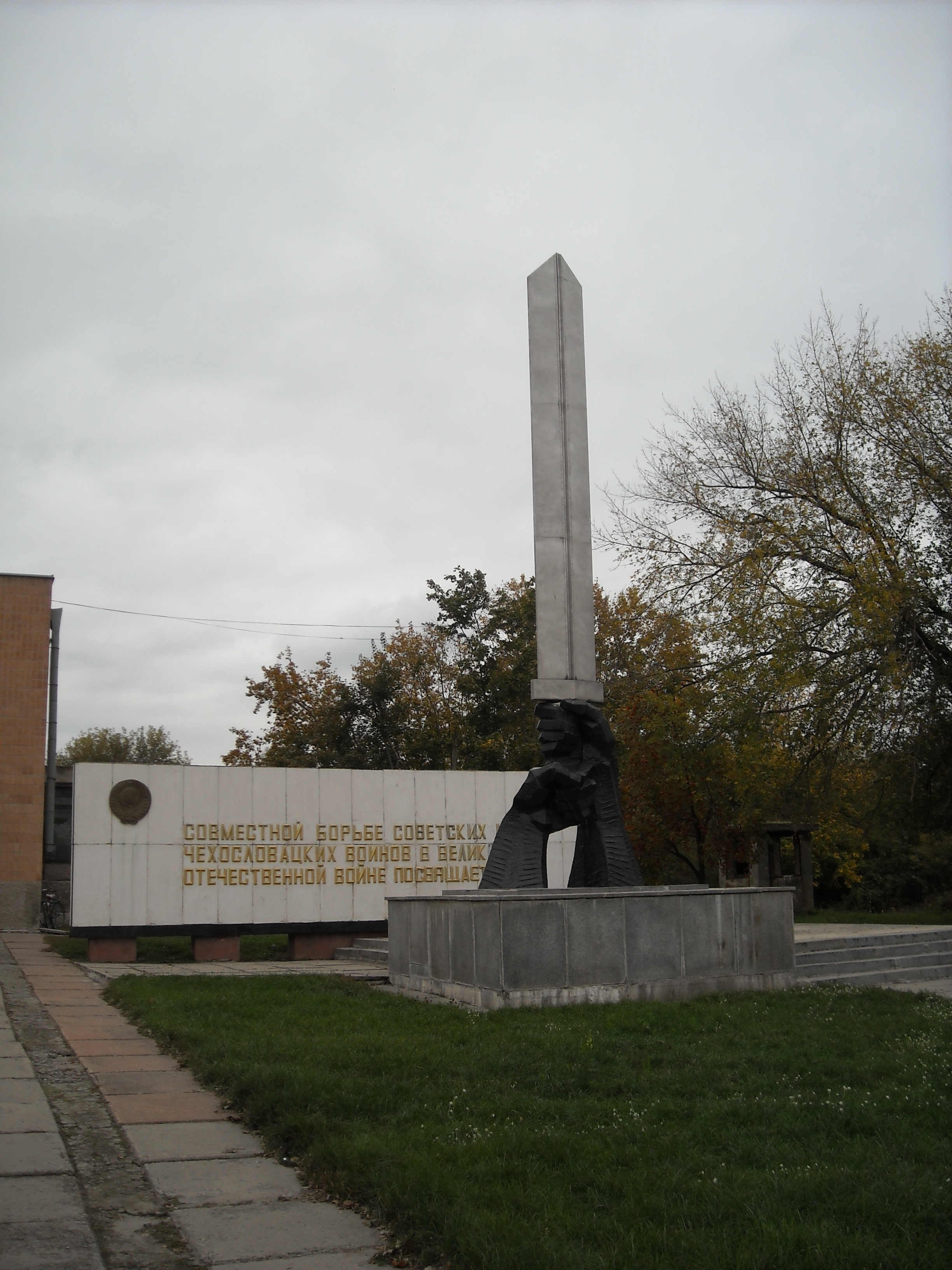
Museum von Sokolowe

Das Dorf wurde 1660 gegründet. 1732 hatte die Ortschaft 839 Einwohner. In den Jahren 1932 und 1933 litt Sokolow unter dem Holodomor. Am 24. Oktober 1941 wurde das Dorf von der Wehrmacht besetzt. 1943 wurden heftige Schlachten um das Dorf als wichtiger Brückenkopf am Stadtrand von Charkiw ausgetragen.
Sokolowe besitzt ein Museum zur Erinnerung an die Schlacht von Sokolow am 8. und 9. März 1943, durch die die Wiedereroberung von Charkiw durch die Wehrmacht im Verlauf der dritten Schlacht bei Charkow (1943) verzögert wurde, wobei die Rote Armee erstmals gemeinsam mit einer ausländischen Einheit kämpfte, der 1. Tschechoslowakischen Brigade unter dem Kommando von Ludvík Svoboda.
Am 12. Juni 2020 wurde das Dorf ein Teil der neugegründeten Stadtgemeinde Smijiw, bis dahin bildete es zusammen mit den Dörfern Birotschok Druhyj (Бірочок Другий), Hlyboka Dolyna (Глибока Долина) Hryschkiwka (село Гришківка) und Wyliwka (Вилівка) die gleichnamige Landratsgemeinde Sokolowe (Соколівська сільська рада/Sokoliwska silska rada) im Westen des Rajons Smijiw.
Am 17. Juli 2020 wurde der Ort ein Teil des Rajons Tschuhujiw.